# Суперкубок Бельгии по футболу 2021
Суперкубок Бельгии по футболу 2021 (нидерл. Belgische Supercup 2021) — 42-й розыгрыш Суперкубка Бельгии. В нём встретились чемпион Бельгии «Брюгге» и обладатель Кубка Бельгии  «Генк». Матч состоялся 17 июля 2021 года на стадионе Ян Брейдел в Брюгге.

## Отчёт о матче
| Брюгге                                      | 3:2 | Генк                        |
| ------------------------------------------- | --- | --------------------------- |
| Митрович 45+3′ · Ланг 48′ (пен.) · Мата 50′ |     | Бонгонда 44′ · Уронен 90+3′ |

| Брюгге | Генк |